# 11860 Uedasatoshi
11860 Uedasatoshi este un asteroid din centura principală de asteroizi.

## Descriere
11860 Uedasatoshi este un asteroid din centura principală de asteroizi. A fost descoperit pe 16 octombrie 1988 la Kitami de Kin Endate și Kazuro Watanabe. Asteroidul prezintă o orbită caracterizată de o semiaxă mare de 3,14 ua, o excentricitate de 0,18 și o înclinație de 2,4° în raport cu ecliptica.